# Arctosa ebicha
Arctosa ebicha este o specie de păianjeni din genul Arctosa, familia Lycosidae, descrisă de Yaginuma, 1960. Conform Catalogue of Life specia Arctosa ebicha nu are subspecii cunoscute.